# Gare d’Orange
Gare d’Orange vasútállomás Franciaországban, Orange településen, Vaucluse megyében.

## Vasútvonalak
Az állomást az alábbi vasútvonalak érintik:
- Párizs–Marseille-vasútvonal
- Orange-l’Isle - Fontaine-de-Vaucluse-vasútvonal

## Kapcsolódó állomások
A vasútállomáshoz az alábbi állomások vannak a legközelebb:
- Gare de Bollène-La Croisière
- Gare de Courthézon
- Gare d’Avignon-Centre